# Friedrich August von Hayek
Friedrich August von Hayek (również Friedrich August Hayek, ur. 8 maja 1899 w Wiedniu, zm. 23 marca 1992 we Fryburgu Bryzgowijskim) – austriacki ekonomista i filozof polityki znany z obrony zasad gospodarki wolnorynkowej.
Był jednym z najbardziej wpływowych ekonomistów austriackiej szkoły ekonomii. Wniósł także wkład w rozwój nauki prawa oraz kognitywistyki. Był przeciwnikiem interwencjonizmu państwowego i zwolennikiem liberalnej doktryny gospodarczej.
W 1974 otrzymał Nagrodę Banku Szwecji im. Alfreda Nobla w dziedzinie ekonomii „za pionierską pracę w dziedzinie teorii pieniądza i wahań gospodarczych oraz za pogłębioną analizę współzależności zjawisk ekonomicznych, społecznych i instytucjonalnych”. Wraz z nim uhonorowano Gunnara Myrdala.

## Życiorys

### Wczesne lata życia
Hayek urodził się 8 maja 1899 w Wiedniu w arystokratycznej rodzinie. Jego ojciec, August, pracował jako lekarz w państwowej służbie zdrowia, publikował także prace naukowe z zakresu botaniki. Od strony matki (Felicity z d. Juraschek) Hayek był spokrewniony z filozofem Ludwigiem Wittgensteinem.
Po wybuchu I wojny światowej w 1914 skłamał o swoim wieku i zaciągnął się do armii austro-węgierskiej. Służył na froncie włoskim, nad rzeką Piawą. Wojnę przeżył bez poważniejszych urazów, został odznaczony za odwagę. Po zwolnieniu ze służby postanowił rozpocząć karierę akademicką.

### Ekonomista
Studiował prawo, ekonomię, psychologię i politologię na Uniwersytecie Wiedeńskim. Tam również obronił doktoraty z prawa (1921) i politologii (1923). Początkowo sympatyzował z poglądami socjalistycznymi, jednak jego światopogląd uległ zmianie pod wpływem prywatnych seminariów Ludwiga von Misesa, na które uczęszczał razem z Fritzem Machlupem i innymi młodymi studentami. Był także studentem Fredricha von Wiesera.
Hayek pracował jako asystent naukowy profesora Jeremiaha Jenksa na New York University w latach 1923–1924. Następnie doradzał rządowi austriackiemu w kwestiach prawnych i ekonomicznych dotyczących traktatu wersalskiego. Po zakończeniu współpracy z rządem założył i pracował jako dyrektor w Austriackim Instytucie Badań Nad Cyklami Koniunkturalnymi. Od 1931 r., na prośbę Lionela Robbinsa, podjął pracę jako nauczyciel akademicki w London School of Economics. W latach 30. Hayek cieszył się znaczącą popularnością jako wiodący teoretyk ekonomii, jednak jego modele nie zostały w tych czasach dobrze odebrane przez zwiększającą się liczbę zwolenników teorii Keynesa. Debata pomiędzy dwiema szkołami teorii ekonomii toczy się do dziś.
Pozostał w Wielkiej Brytanii po Anschlussie Austrii, w 1938 przyjął obywatelstwo brytyjskie, a w 1944 został wybrany na członka Akademii Brytyjskiej.
W 1947 r. założył Towarzystwo Mont Pelerin i został jego przewodniczącym.
Po wojnie był profesorem Uniwersytetu w Chicago (1950–1962), następnie Uniwersytetu we Fryburgu Bryzgowijskim (1962–1968 i 1977–1992), a także w Salzburgu (1968–1977). Hayek był doktorem honoris causa uniwersytetu Rikkyo (Tokio) i Uniwersytetu w Salzburgu, honorowym członkiem London School of Economics, Austriackiej Akademii Umiejętności i honorowym senatorem Uniwersytetu Wiedeńskiego.

### Późniejsze życie
W 1974 r. dostał Nagrodę Banku Szwecji im. Alfreda Nobla w dziedzinie ekonomii, która przyczyniła się do wzrostu zainteresowania szkołą austriacką.
W 1984 r. odznaczony Order of the Companions of Honour przez królową Elżbietę II na prośbę ówczesnej brytyjskiej premier – Margaret Thatcher.
W 1991 r. otrzymał Medal Wolności z rąk George’a H.W. Busha.
Zmarł w 1992 r. we Fryburgu Bryzgowijskim w Niemczech. Został pochowany na cmentarzu w wiedeńskiej dzielnicy Neustift.

## Poglądy
Jego twórczość obejmowała problemy ekonomiczne (teoria cen, koniunktury i pieniądza), politykę ekonomiczną, filozofię polityczną, teorię prawa, metodologię nauk i psychologię. Opowiadał się za teorią podziału władz, z dwiema oddzielnymi izbami parlamentu, i ideą praworządności. Argumentował, że wolność łączy się z odpowiedzialnością i chroni nienaruszalność prywatności.
Friedrich August von Hayek był twórcą szkoły pozytywnej krytyki demokracji. Przeciwstawiał jej ideę demarchii, czyli władzy zgromadzenia parlamentarnego nad stanowieniem praw i zasad oraz odebraniem mu decydowania o decyzjach politycznych.
Hayek był krytykiem lewicowej interpretacji racjonalizmu. Twierdził, że człowiek za pomocą rozumu nie jest w stanie pojąć celu ewolucji wszechświata i dowolnie go kształtować. Wiara w możliwość rozumowej kreacji świata otwierała, zdaniem Hayeka, drogę odrzucanemu przez niego etatyzmowi.
Kontynuował tradycje tzw. austriackiej szkoły w ekonomii, współtworząc zarazem tzw. nową szkołę wiedeńską. Był przeciwnikiem interwencji państwa w gospodarkę.

### Problem kalkulacji ekonomicznej
W latach 20. XX wieku między ekonomistami szkoły austriackiej a ekonomistami socjalistycznymi toczyła się debata nad możliwością efektywnego gospodarowania w warunkach gospodarki centralnie planowanej. Koncentrowała się ona wokół postawionego przez Ludwiga von Misesa problemu kalkulacji ekonomicznej. Problem ten brzmi: czy a jeżeli tak, to w jaki sposób w warunkach socjalizmu możliwe jest obliczenie, jaką ilość danego dobra należy wyprodukować, aby podaż tego dobra zrównać z popytem na nie. Hayek był zdania, że taka kalkulacja jest niemożliwa, ze względu na to, że centralny planista nie jest w stanie zebrać potrzebnej do tego wiedzy o potrzebach konsumentów.
Hayek, w przeciwieństwie do dominującego w ekonomii poglądu, twierdził, że głównym problemem ekonomii nie jest alokacja zasobów: „Jest to raczej problem najlepszego przeznaczenia zasobów znanych każdemu członkowi społeczeństwa na cele, których relatywne znaczenie znają tylko te jednostki. Lub, by ująć to krótko, jest to problem wykorzystania wiedzy nie danej wszystkim w całej zbiorowości”.
Hayek był znany jako jeden z największych krytyków kolektywizmu w XX wieku. Twierdził, że wszystkie formy kolektywizmu (nawet te teoretycznie oparte na dobrowolnej współpracy) mogą być utrzymywane jedynie przez władzę centralną. W swojej najpopularniejszej książce, Droga do zniewolenia, oraz w późniejszych pracach twierdził, że socjalizm, jako że wymaga centralnego planowania w gospodarce, jest obarczony wysokim ryzykiem przekształcenia się w ustrój totalitarny.
W artykule The Use of Knowledge in Society Hayek argumentował, że rynkowy mechanizm cenowy najlepiej służy do dzielenia i synchronizowania lokalnej oraz indywidualnej wiedzy, pozwalając społeczeństwu uzyskiwać zróżnicowane cele właśnie przez zasady spontanicznego porządku. Używa pojęcia katalaktyka na określenie „samoorganizującego się systemu dobrowolnej współpracy”.

### Pojęcie porządku naturalnego
Pojęcie porządku (ładu) jest kluczowe dla filozofii politycznej Friedricha von Hayeka i odnoszone jest do wielu sfer rzeczywistości społecznej (ekonomii, polityki, prawa). Wyróżnia on dwa rodzaje porządków – porządki stworzone przez człowieka w sposób celowy oraz porządki powstałe w sposób naturalny (spontaniczny). Porządki spontaniczne powstają jako efekt działań niezależnych jednostek, postępujących zgodnie z pewnymi regułami. Reguły te to pewne regularności w postępowaniu jednostek, wymuszane przez okoliczności i nie zawsze uświadamiane. Przykładem porządku naturalnego może być rynek powstały w oparciu o normy wymiany i wzajemności w społeczeństwach nowoczesnych. Porządki naturalne nie mają jasno określonego celu, lecz spełniają określone funkcje, a w ich ramach jednostki realizują swe własne cele jednostkowe. Są one oceniane znacznie wyżej od porządków celowych. Celowe porządki są proste i oparte na abstrakcyjnych zasadach, przez co nie zawsze pasują do skomplikowanej rzeczywistości społecznej. Porządki spontaniczne wyrastają wprost z tej rzeczywistości i dlatego są do niej lepiej dostosowane. Są one odporne na manipulacje i próby ich zdominowania przez władzę autorytarną. Z tego powodu są one warunkiem istnienia wolnych społeczeństw.

## Poglądy przeciwstawne
Ekonomistą zwalczającym teorie Hayeka był w szczególności John Maynard Keynes, twórca keynesizmu.

## Dzieła
- Prices and Production (1931)
- The Pure Theory of Capital (1941)
- Droga do zniewolenia (1944, wydanie polskie 1974)
- Indywidualizm i porządek ekonomiczny (1948, wydanie polskie 1998)
- Nadużycie rozumu (1952, wydanie polskie 2002)
- Konstytucja wolności (1960, wydania polskie – poza oficjalnym obiegiem – 1987, PWN 2006)
- Denacjonalizacja pieniądza (1976, wydanie polskie 2019)
- Prawo, legislacja i wolność (1978, wydanie polskie 2020)
- Unemployment and Monetary Policy: Government as Generator of the Business Cycle (1979)
- Zgubna pycha rozumu. O błędach socjalizmu (1988, wydanie polskie 2004)